# Erysimum exaltatum
Erysimum exaltatum — вид рослин з родини капустяних (Brassicaceae); поширений у Болгарії, Румунії, Молдові, Україні.

## Поширення
Поширений у Болгарії, Румунії, Молдові, Україні.